# Phymatostetha similis
Phymatostetha similis is een halfvleugelig insect uit de familie schuimcicaden (Cercopidae). De wetenschappelijke naam van deze soort is voor het eerst geldig gepubliceerd in 1910 door Schmidt.